# Родослов Исуса Христа
Родослов Исуса Христа је описан у два јеванђеља: Лукином (3:23-38) и Матејевом (1:1-17). Матејев родослов почиње од Аврама а онда од Давидовог сина Соломона прати линију краљева преко Јеконије, краља чији су потомци били проклети, сво до Јосифа, Исусовог оца. Лука даље другачији родослов који иде све до Адама, а онда преко другог Давидовог сина Натана и опет до Јосифа. Оба јеванђеља истичу да Исус није зачет од Јосифа, већ од Бога, пошто је „рођен“ или изашао из Марије преко девичанског рођења. Ова два родослова су иста од Аврама до Давида, али драстично различита од тог места по именима и броју генерација.

## Јеванђеље по Матеју
Према Јеванђељу по Матеју родослов Исуса Христа је следећи:
| 1. Аврам 2. Исак 3. Јаков 4. Јуда и Тамара 5. Фарес 6. Есром 7. Арам 8. Аминадав 9. Насон 10. Салмон и Рахав 11. Воз и Рут 12. Овид 13. Јесеј 14. Давид и Уријиница | 1. Соломон 2. Ровоам 3. Абијам 4. Аса 5. Јосафат 6. Јорам 7. Озија 8. Јоатам 9. Ахаз 10. Језекиљ 11. Манасија 12. Амон 13. Јосија 14. Јехонија | 1. Салатил 2. Зоровавељ 3. Авиуд 4. Елиаким 5. Азор 6. Садок 7. Ахим 8. Елиуд 9. Елеазар 10. Матан 11. Јаков 12. Јосиф 13. Исус |

## Јеванђеље по Луки
Према Јеванђељу по Луки родослов Исуса Христа је следећи:
| 1. Бог 2. Адам 3. Сит 4. Енос 5. Каинан 6. Малелеил 7. Јаред 8. Енох 9. Матусала 10. Ламех 11. Ноје 12. Сим 13. Арфаксад 14. Каинан | 1. Сала 2. Евер 3. Фалек 4. Рагав 5. Серух 6. Нахор 7. Тара 8. Аврам 9. Исак 10. Јаков 11. Јуда 12. Фарес 13. Есром 14. Арам | 1. Аминадав 2. Насон 3. Салмон 4. Воз 5. Овид 6. Јесеј 7. Давид 8. Натан 9. Матата 10. Маинан 11. Мелеј 12. Елиаким 13. Јонан 14. Јосиф | 1. Јуда 2. Симеон 3. Леви 4. Матат 5. Јорим 6. Елиезер 7. Јосија 8. Ир 9. Елмодам 10. Косам 11. Ади 12. Мелхи 13. Нири 14. Салатил | 1. Зоровавељ 2. Риса 3. Јоанан 4. Јуда 5. Јосиф 6. Семеј 7. Мататије 8. Мат 9. Нагеј 10. Если 11. Наум 12. Амос 13. Мататије 14. Јосиф | 1. Јенеј 2. Мелхи 3. Леви 4. Матат 5. Илија 6. Јосиф 7. Исус |